# Доза крові
«Доза крові» (англ. Bloodhype) — науково-фантастичний роман американського письменника Алана Діна Фостера. Хронологічно одинадцята книга в серії «Піп і Флінкс», хоча була написана другою; головні герої з'являються лише в останній третині книги. Події роману розгортаються після подій Орфанної зірки, де Флінкс зустрічає прибульців, які будують для нього корабель, Вчителя. Назва роману походить від смертоносного препарату, який викликає звикання, проти якого немає відомої протиотрути та викликає миттєву залежність, а потім довгу, повільну, болісну смерть, якщо залежний не продовжує приймати більші дози.

## Сюжет
Вом — це міжгалактичний інтелект, який описується як велика чорна пляма, схожа на гігантську амебу, несприйнятливу майже до будь-якої енергії та фізичних атак. Після багатьох років битви з Тар-Аїмом він знайшов притулок на планеті, де дрімав 500 000 років, чекаючи нагоди втекти від Вартового Тар-Аїма, що обертається в космосі над ним. Кармот ММІМ, командир Імперії ААнн, знаходить Вом і приносить його на планету Реплер для вивчення на базі ААнн, яка була передана рептиліям у рамках переговорного врегулювання права власності на планету; база ААнн є суверенною територією, що дозволяє їм приховувати характер своєї роботи.
Лейтенанти Кошеня «Кітті» Кай-Сун, людська жінка, і Порсупах-Ал, чоловік-толіанець, були відправлені розвідувальним підрозділом Об’єднаної церкви до Реплера для розслідування нещодавно відновленої торгівлі наркотиками (також відомі як «ястер», «дурна сіль», «розпалювання мозку» та «фінто») як найбільш смертоносний наркотик, який викликає звикання в людстві та за межами Людського Співтовариства. Одного разу на Реплері вони вступають у контакт з торговцем наркотиками Домініком Роузом, який використав втемну капітана Малкольма «Мала» Хаммурапі та його корабель «Umbra» як прихованих транспортників кривавого галасу. Мал випадково знаходить наркотик і визначає, що Роуз спричинив його додавання до вантажу, який Мал привіз до Реплера; розгніваний Мал зберігає наркотик на борту свого корабля та йде проти Роуз, пропонуючи обміняти своє мовчання (і знищення наркотику) на те, щоб Роуз уникнув арешту та знищення розуму, припинивши виробництво та розповсюдження.
Тим часом прикриття Кошеняти та Порсупи розкриваються, і вони потрапляють у полон до Роуза. Прибуття Мала перериває плани Роуза замучити Кошеня до смерті вівісекцією, і Мел змушений обміняти препарат на звільнення агентів Церкви (і себе). Очікуючи обміну, вони стикаються з Флінксом, який зараз працює на Роуза як «помічник санітарного інженера». Флінкс, який лише недовгий час працював на організацію Роуза, дізнається, хто вони і що їх утримують проти волі; Флінкс допомагає їм втекти.
Після того, як агенти повідомляють про діяльність Роуза в Об’єднаній Церкві, він тікає на базу ААнн, де шантажує командира бази, щоб він пообіцяв йому безпечний вихід за межі світу і Роуз не випустив увесь свій запас крові через контейнер із надлишковим тиском із «мертвою людиною» тригером (який призведе до жахливої смерті для всіх на базі). На чолі з Малом агенти заручаються допомогою ще одного багатого (але законного) реплеріанського торговця, Чатема Кінгслі, який виявив Тар-Аїмським Вартовим (на ім’я Пеот) і його машини, яка зараз обертається над Реплером. Розбуджений психічними здібностями Флінкса, Вартовий готується знову битися з Вомом, а Кошеням, Порсупом та Малом готують рейд на базу ААнн, щоб захопити Роуза. Попереджений про присутність Вартового, Вом тікає з бази ААнн, знищуючи установку. Вом і Охоронець вступають у психічну битву, коли флот ААнн прибуває, щоб евакуювати тих, хто вижив, і командир флоту обманом змушує жадібного Роуза повернутися (самому) на базу, щоб отримати дані, які можуть зашкодити репутації командира бази. Флінкс приєднується до Піта в боротьбф проти Вома, але, незважаючи на їхні спільні зусилля, Вом повільно отримує перевагу.
Залишаючи ААнн, Роуз відчайдушно намагається домовитися з Вомом, поки той все ще бере участь у битві не на життя, а на смерть; натомість Вом поглинає його та його запас крові. Препарат надзвичайно ефективний проти істоти, яка виявилася несприйнятливою до звичайних вибухівок та енергетичної зброї, якою стріляють поліцейські-реплеріанці (а також до зброї ААнн); ослаблений, Вом піддається Вартовому Тар-Аїма.
Після бою Страж самознищується; Флінкс залишає Реплера на своєму кораблі Вчитель. Порсупа напивається, а Мал і Кошеня зав'язують романтичні стосунки.